# Exército de Libertação Nacional de Kamerun
O Exército de Libertação Nacional de Kamerun (em francês:  Armée de libération nationale du Kamerun, ALNK) é o braço armado da União das Populações dos Camarões (UPC) que organizou a resistência anticolonial clandestina durante a Guerra dos Camarões nos Camarões franceses, particularmente no oeste, leste e sul do país atual, entre 1959 e 1970.

## História
Foi constituído por Martin Singap a 31 de Maio de 1959 durante uma reunião em Boubé no Moungo. O artigo 1.º do seu estatuto definiu os seus objetivos da seguinte forma:
« O ALNK é um instrumento que permitirá ao povo prosseguir a sua luta revolucionária contra o imperialismo franco-britânico e os seus aliados americanos e alemães ocidentais até alcançar os seus objetivos políticos e estabelecer, uma vez conquistada a vitória, um novo regime democrático que garanta o bem-estar da nação e de seu povo. »
Apesar da atitude de atentismo que se manifesta com a aproximação da independência, as forças de segurança controladas pelas autoridades francesas multiplicam as operações de repressão clandestina, sistematizando em particular o uso de tortura e desaparecimentos forçados. Em 1960, quando o país era oficialmente independente, o general Max Briand, à frente do comando das forças francesas em Camarões, travou uma guerra intensiva no oeste do país com o objetivo de reconquistar as áreas controladas pelos insurgentes. A região é devastada por bombardeios aéreos e centenas de milhares de habitantes são deslocados em “aldeias de reagrupamento”.
As operações repressivas ficaram oficialmente sob o comando camaronês em 1961, mas as tropas francesas permaneceram engajadas "em apoio" até dezembro de 1964. O regime de Ahmadou Ahidjo, sobre o qual a França continuou a exercer grande influência, manteve as técnicas de "guerra contrarrevolucionária" até o desaparecimento de grupos insurgentes no início dos anos 1970.

## Áreas de atividade
Suas atividades foram efetivas nas regiões oeste, sudoeste e sul do país; respectivamente no País Bamiléké e no País Bassa e marginalmente no Moungo e no sudoeste.
Os líderes do ALNK evitavam ao máximo reunir seus combatentes para prevenir emboscadas. As células rebeldes eram formadas localmente, de aldeia em aldeia, e se encontravam apenas ocasionalmente para realizar um ataque. Diariamente, os membros da rebelião continuavam suas atividades habituais, fingindo ser simples camponeses, e sem necessariamente conhecer a identidade dos outros membros da célula. Em dias de combate, todos aparecem com seu machete  ou lança.
Os guerrilheiros também incluem mulheres, algumas das quais recebem breve treinamento militar, enquanto outras servem como mensageiras.

## Apoio político e material
O movimento teve bases e apoio em países africanos como Guiné, Egito, Gana e Congo.
O ALNK não tinha meios para constituir um exército soberano, um exército revolucionário digno desse nome. Os rebeldes faziam longas marchas descalças diariamente. Viviam meses na selva, comiam tudo o que viam e encontravam-se longe das famílias, sem abrigo. Martin Singap tornou-se líder da guerra, o braço direito de Ernest Ouandié obteve consentimento para liderar a luta armada no país.

## Líderes do movimento
A nível local, a liderança do ALNK foi assegurada por militantes como Osendé Afana.
Um triunvirato formado por Félix-Roland Moumié, Ernest Ouandié e Abel Kingué compunha o Comitê Diretor.